# Vina (Alabama)
Vina es un pueblo ubicado en el condado de Franklin en el estado estadounidense de Alabama. En el censo de 2000, su población era de 400.

## Demografía
En el 2000 la renta per cápita promedia del hogar era de $18,594, y el ingreso promedio para una familia era de $20,625. El ingreso per cápita para la localidad era de $10,662. Los hombres tenían un ingreso per cápita de $23,000 contra $19,444 para las mujeres.

## Geografía
Vina está situado en 34°22′30″N 88°3′13″O / 34.37500, -88.05361 (34.374874, -88.053498)
Según la Oficina del Censo de los EE. UU., la ciudad tiene un área total de 3.99 millas cuadradas (10.34 km²).